# Carlo Cottarelli
Carlo Cottarelli (ur. 18 sierpnia 1954 w Cremonie) – włoski ekonomista, dyrektor wykonawczy Międzynarodowego Funduszu Walutowego (2008–2013), senator.

## Życiorys
Z wykształcenia ekonomista, absolwent Uniwersytetu w Sienie oraz London School of Economics. Pracował w Banku Włoch (1981–1987) i jako kierownik departamentu badań ekonomicznych w Eni (1987–1988). Od 1988 zatrudniony w Międzynarodowym Funduszu Walutowym. Pełnił funkcję zastępcy dyrektora departamentu do spraw Europy oraz departamentu do spraw strategii, polityki i audytu. W latach 2008–2013 był dyrektorem departamentu do spraw podatków.
W 2013 premier Enrico Letta powołał go na stanowisko specjalnego rządowego komisarza do spraw przeglądu wydatków publicznych. Funkcję tę pełnił do 2014, kiedy to został mianowany dyrektorem wykonawczym w Międzynarodowym Funduszu Walutowym. Stanowisko to zajmował do 2017, odpowiadając za kwestie dotyczące Włoch, Albanii, Grecji, Malty, Portugalii i San Marino. Został następnie dyrektorem instytucji Osservatorio CPI w ramach Katolickiego Uniwersytetu Najświętszego Serca w Mediolanie oraz wykładowcą na Uniwersytecie Bocconi.
28 maja 2018, w okresie kryzysu politycznego po wyborach parlamentarnych z 4 marca, prezydent Sergio Mattarella powierzył mu misję utworzenia nowego technicznego rządu. Trzy dni później prezydent ponownie jednak desygnował na premiera Giuseppe Contego, wysuniętego przez Ruch Pięciu Gwiazd i Ligię Północną.
W 2022 z ramienia Partii Demokratycznej został wybrany w skład Senatu XIX kadencji.